# Better with the Lights Off
A Better with the Lights Off egy dal az amerikai hiphopduó, a New Boyz második, Too Cool To Care című nagylemezéről. 2011. május 3-án jelent meg a dal promóciós kislemezlént az Egyesült Államokban, maj augusztus 2-án az album harmadik kislemezeként került kiadásra. A felvételen Chris Brown amerikai énekes is közreműködött. A dalhoz tartozó videóklip 2011. június 15-én debütált az MTV műsorán.

## Kereskedelmi fogadtatás
A dal a Billboard Hot 100 61. helyén debütált még promóciós kislemezként. Miután hivatalosan is megjelent, 75. helyen jelent meg újra, majd 38. helyezésig jutott.

## Slágerlistás helyezések
| Kislemezlista (2011)     | Legjobb helyezés |
| ------------------------ | ---------------- |
| Ausztrál kislemezlista   | 90               |
| US Billboard Hot 100     | 38               |
| US Pop Songs (Billboard) | 23               |
| US Rap Songs (Billboard) | 13               |